# Baltski domobranci
Baltski domobranci (estonsko Landsveer, latvijsko Baltijas landesvērs, nemško Baltische Landeswehr) je bilo ime združenih oboroženih sil kuronskega in livonskega plemstva od 7. decembra 1918 do 3. julija 1919.

## Poveljniška struktura
Landeswehr je bil podrejen 6. nemškemu rezervnemu korpusu, ki mu je od 2. februarja 1919 do 12. oktobra 1919 poveljeval generalmajor Rüdiger von der Goltz, od 1. februarja 1919 vojaški guverner Libaua v Latviji. Med njegovimi vojaškimi operacijami sta mu poveljevala major Alfred Fletcher in britanski podpolkovnik Harold Alexander.

### Poveljniki
- major Emil von Scheibler (7. december 1918 – 6. februar 1919)
- major Alfred Fletcher (6. februar – 3. julij 1919)
- podpolkovnik Harold Alexander (julij 1919)[1]

## Zgodovina
Po 11. novembru 1918 je medzavezniška nadzorna komisija vztrajala, da nemške čete ostanejo v baltskih državah, da bi preprečile, da bi regijo ponovno zavzela Rdeča armada. Ko se je bližala sovjetska ofenziva proti zahodu, se je začasna vlada Latvije obrnila na Augusta Winniga, nemškega tožilca v baltski regiji, in z njim 7. decembra 1918 podpisala sporazum, ki je dovolil organiziranje kopenskih obrambnih sil. Strani sta 29. decembra podpisali še en sporazum, ki je vsem tujim vojakom, ki so sodelovali v bitkah za neodvisnost Latvije, zagotovil polno državljanstvo Latvije. Orožje, konjsko opremo in uniforme naj bi dobavila Nemčija. Za preskrbo s hrano naj bi skrbela začasna latvijska vlada. 

### Bojišča in kampanje
Konec februarja 1919 je v rokah nemških in latvijskih sil ostalo le pristanišče Liepāja (Libau) in njegova okolica. Februarja in marca 1919 je Landeswehr dosegel vrsto zmag nad Rdečo armado. Najprej je zavzel pristanišče Ventspils (Windau) in nato napredoval proti jugu in vzhodu proti Rigi. Umor treh mož Landeswehra je privedel do državnega udara 16. aprila 1919 z razglasitvijo vlade luteranskega duhovnika Andrievsa Niedre. Pogajanja, v katerem sta sodelovali tudi ZDA in Združeno kraljestvo, niso preprečila nemškega napredovanja proti Rigi in zavzetja tega mesta 22. maja. Mesto je osvojil baron Hans von Manteuffel-Szoege z majhnim odredom vojakov in umrl na čelu svojih mož. Latvijska nacionalna vlada je bila odstavljena, medtem ko je Svobodni korpus 23. maja 1919 zasedel Rigo. Latvijci so zaprosili za pomoč estonsko vojsko, ki je od začetka leta okupirala severno Latvijo. 
Potem ko so bili boljševiki pregnani iz večine Latvije, so zavezniki ukazali nemški vladi, naj umakne svoje enote iz baltske regije. Nemcem je uspelo izpogajati odlog, češ da bi z njihovim odhodom boljševiki dobili proste roke. Junija 1919 je general von der Goltz ukazal svojim četam, naj ustavijo prodiranje proti vzhodu proti Rdeči armadi, kot so pričakovali zavezniki, in se obrnejo proti Estoncem na severu. 19. junija je Landeswehr začel napad, da bi zavzel območja okoli Cēsisa (Wenden), vendar sta ga v bitkah naslednjih nekaj dneh porazila estonska 3. divizija in latvijski 2. polk Cesis, ki mu je poveljeval Ernst Põdder. 23. junija zjutraj so Nemci začeli splošni umik proti Rigi. Zavezniki so znova vztrajali, da Nemci umaknejo svoje preostale enote iz Latvije, in posredovali, da bi uvedli premirje med Estonci in Landeswehrom, ko so Estonci nameravali vkorakati v Rigo. V Baltsko regijo je medtem prispela zavezniška misija, sestavljena iz britanskih vojakov pod poveljstvom generala Huberta de la Poer Gougha z nalogo, da očisti Nemce iz regije in organizira domače baltske vojske. Britanci so Baltski Landeswehr postavili pod svoje poveljstvo. 

### Kasnejša dogajanja
Ko je sredi julija 1919 poveljstvo Landeswehra prevzel podpolkovnik Harold Alexander, bodoči feldmaršal Alexander Tuniški in od leta 1946–1952 generalni guverner Kanade, je postopoma odpuščal nemške državljane, rojene znotraj meja cesarske Nemčije. 
Nemci, odpuščeni iz Landeswehra, so bili septembra 1919 vključeni v Nemško legijo. Legija je bila vključena v Zahodno rusko prostovoljno armado, ki ji je pri njenem poskusu zavzetja Rige poveljeval polkovnik Pavel Bermondt-Avalov. Armada je do konca novembra 1919 doživela popoln poraz. 
Britanci so vztrajali, da general von der Goltz zapusti Latvijo. General je svoje preostale enote predal Bermondt-Avalovu. Kasneje v svojih spominih trdil, da je bil njegov glavni strateški cilj leta 1919 v sodelovanju z ruskimi belimi silami sprožiti kampanjo za strmoglavljenje boljševiškega režima s pohodom na Sankt Peterburg in vzpostavitev pronemške vlade v Rusiji. 
Enote, očiščene Landeswehra, so nato januarja 1920 skupaj z latvijsko in poljsko vojsko pomagale osvoboditi Latgalijo od boljševikov.

## Oznake činov
Pripadniki Baltskega Landeswehra so imeli na ovratnikih našite modro-bele trakove. 
Častniki
| Skupina činov      | Višji častniki  | Višji častniki | Nižji častniki | Nižji častniki | Nižji častniki |
| ------------------ | --------------- | -------------- | -------------- | -------------- | -------------- |
| Baltski Landeswehr |                 |                |                |                |                |
| Befehlshaber       | Poveljnik Major | Rittmeister    | Kornett        | Fähnrich       |                |

Enlisted personnel
| Skupina činov      | Podčastniki     | Podčastniki | Podčastniki | Vojaki | Vojaki |
| ------------------ | --------------- | ----------- | ----------- | ------ | ------ |
| Baltski Landeswehr |                 |             |             |        |        |
| Wachtmeister       | Oberfeldmeister | Feldmeister | Gefreiter   | Soldat |        |